# Шереметев, Василий Петрович (1659)
Васи́лий Петро́вич Шереме́тев (6 июля 1659—19 апреля 1733) — полковник Ингерманландского полка (1713—1726), генерал-майор (1726). Брат графа Б. П. Шереметева.

## Биография
Родился в старинной боярской семье Шереметевых. Один из сыновей боярина Петра Васильевича Шереметева (ум. 1690). В ноябре 1665 года царским указом Шереметев был назначен на воеводство в Киев. Вместе с ним находилось всё семейство: супруга Анна Фёдоровна, урождённая Волынская (ум.1684), и сыновья Борис, Фёдор, Иван и Василий. В Киеве у супругов родился пятый сын, Владимир. В апреле 1669 года Пётр Васильевич был отозван царём в Москву, и вместе с семьёй покинул город. Царь Алексей Михайлович был так доволен службой воеводы, что одарил соболями находившихся вместе с ним в Киеве сыновей, включая десятилетнего Василия.
До 1673 года никто из молодых Шереметевых, кроме Бориса, ставшего комнатным стольником в тринадцать лет, чинов при дворе не имел. Вызванный в Разряд, Борис Петрович показал, что у него «большие братии нет, а меньшие де его братья, Фёдор, Василий, Иван и Володимер Петровы дети Шереметевы, не в чину.»
В апреле 1676 года Василий Петрович с матерью и братьями Иваном и Владимиром переехал в Тобольск к новому месту службы отца.
Василий Шереметев был пожалован комнатным стольником. Во время приёма персидского посла Юзбаше Усейн-Хан-бека 17 марта 1692 года Василий Петрович стоял рындой с правой стороны от государей Иоанна и Петра Алексеевичей вместе с М. С. Колычёвым, с левой стороны стояли Владимир Шереметев и Б. С. Колычёв.
22 ноября 1696 года был объявлен указ, в котором «стольникам обеих комнат сказано в разные государства учиться всяким наукам.» 25 февраля 1697 года вместе с младшим братом Владимиром был направлен в Венецию для обучения «воинским искусствам и поведениям». В 1698 году братья присоединились к Борису Петровичу, который совершал путешествие по государствам Западной Европы, выполняя дипломатические поручения императора Петра.
Марта 3 числа на сырной неделе в четверток поехали из Венеции до города Падуа, а с собою из Венеции изволил Боярин взять до Рима и Малта родных своих братьев Василья Петровича и Володимира Петровича Шереметевых.
На Мальте братья были приняты великим магистром Мальтийского ордена Рамоном Перелльос и Роккафуль . Кроме того, «Боярин с братьями своими и Кавалерами ходил смотреть крепости и всяких воинских припасов», осмотрел «гошпитоля» для больных, совместно с магистром и рыцарями слушали литургию в церкви Иоанна Предтечи, причём для Бориса Петровича было устроено «особливое место по правую сторону Гранд-Магистра», а братья «стояли мало поодаль отделяся от всех Кавалеров, и положены им были подушки бархатныя.»
В 1697 году имя Шереметева упоминалось заговорщиками А. П. Соковниным и И. Е. Циклером, замышлявшими убийство царя Петра. Во время одной из бесед Соковнин предложил на царство кандидатуру боярина Шеина, который был «безроден, один сын у него и человек он добрый.» Циклер же указал на Шереметева, который «у стрельцов пользуется большой любовью.» Ещё одной претенденткой на царский престол могла стать царевна Софья Алексеевна, старшая сестра Петра. Соковнин будто бы сказал Циклеру: «Чаю, они стрельцы, возьмут царевну, а царевна возьмёт царевича, и как она войдёт, и она возьмёт князя В. В. Голицына, а князь Василий по прежнему будет орать. Если то учинится над государем, мы и тебя выберем на царство.» Однако, далее обсуждения кандидатур дело не пошло, заговор был раскрыт, а заговорщики казнены.
В конце 1690-х годов Василий Петрович был главой одного из кумпанств. Работами в нём, равно как и кумпанствах Т. Н. Стрешнева, князя В. Ф. Долгорукова и князя Г. В. Тюфякина, руководил датский мастер Симон Петерсен с датскими мастерами.

В 1709 году Шереметев попал в опалу. 9 марта адмирал Ф. М. Апраксин сообщил приказ царя Петра, по которому сын Василия Петровича, 18-летний Василий, в числе других сыновей дворян, должен был отправиться «за море» изучать науки. Чтобы избежать отъезда старшего сына и наследника, Шереметев решил женить его. Невестой выбрали княжну Ирину Фёдоровну Ромодановскую, дочь одного из ближайших к Петру людей — князь-кесаря Фёдора Юрьевича Ромодановского. Узнав об этом плане, царь передал через Бориса Петровича требование «чтоб того не чинить.» Однако венчание состоялось, что привело Петра в страшный гнев. Борис Петрович не заступился за брата, сообщив царю, что «когда ваш указ словесный через Тургенева под Полтавой получил, чтоб ему без указу вашего не женитца, того же дня писал; а для чего то не учинено, я не известен.» В распоряжении, направленном в Разрядный приказ, Пётр писал: 
Василию Шереметеву скажи, что сын ево наряжен ехать в европские государства для ученья. И как он был в армеи, тогда дядя его господин фельтмаршал указом ему сказал, чтоб он конечно ехал, а не женился, о чём и паки моим словом господин фельтмаршал писал потом к нему, Василью: потверждаю приказ, чтоб быть сыну ево; но он то всё пренебрёг и женился. Того ради сына ево тотчас отправь в надлежащий путь и более недели не давай сроку, а ево, Василья, за ту вину, отняв чин, пошли на работу городовую; а жену ево — в предильный дом, а дворы московские и загородные вели запечатать. И чтоб прямо работали так, как и простые.
Василий был отправлен в Англию, Василий Петрович бил сваи на строительстве укреплений вокруг Москвы, а Прасковья Михайловна работала на прядильном дворе вместе с арестантками. Борис Петрович был вынужден обращаться за помощью к Меншикову, чтобы тот «предстательство учинил», а потом и сам ходатайствовал перед царём о помиловании брата и невестки. Через три месяца Пётр отменил наказание.
В декабре 1712 года Василий Петрович получил право «на порозжую землю по Первой линии на Большой Неве против Канец» в строящемся Санкт-Петербурге, рядом с ним получили участки Владимир Петрович и граф Михаил Борисович. Эта улица в первые годы считалась одной из основных в городе и проходила примерно по трассе современной Шпалерной улицы.
В 1713 году Шереметев был назначен командиром Ингерманландского полка, которым командовал до 1726 года, после чего получил чин генерал-майора и был уволен со службы «за старостью».
Василий Петрович Шереметев скончался 19 апреля 1733 года.

## Браки и дети
9 января 1681 года состоялся сговор между Василием Петровичем и княжной Анастасией Звенигородской, единственной дочерью князя Семёна Юрьевича Звенигородского (ум. 1690). У «записи сидели» и подписали её: боярин князь Н. И. Одоевский, боярин И. М. Милославский и Ф. П. Соковнин. Отец невесты дал письменное обязательство, по которому в случае расстройства брака он должен был «взяти ему, боярину Петру Васильевичю, по сей записи четыре тысящи шесть сот рублёв денег.» Венчание состоялось в Москве 23 января 1681 года.

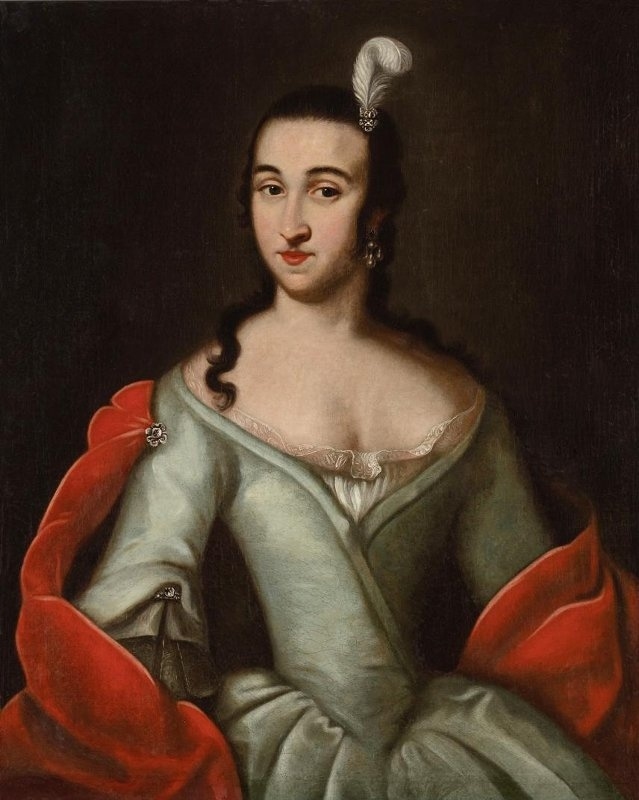
Портрет Марфы Васильевны Балк, 1740-е

Второй супругой Шереметева стала княжна Прасковья Михайловна Черкасская, дочь боярина князя Михаила Яковлевича Черкасского (ум. 1712) от брака с княжной Марфой Яковлевной Одоевской (ум. 1699), сестра князя Алексея Черкасского.
- Василий Васильевич (1691—1729) — женат на кнж. Ирине Фёдоровне Ромодановской;
- Татьяна (Доминика) Васильевна (1706—1728) — с 1723 года первая супруга барона Александра Григорьевича Строганова (1698—1754);
- Иван Васильевич (1718—1778) — женат на Анне Афанасьевне Юшковой;
- Сергей Васильевич (ум. 1773) — капитан гвардии, женат на кнж. Наталье Яковлевне Голицыной (1731—1792). Их сын — генерал-майор, правитель Изяславской (Волынской) губернии Василий Сергеевич Шереметев;
- Николай Васильевич
- Елена Васильевна — супруга Петра Степановича Колычёва (1710 — ок. 1776), сына С. А. Колычёва;
- Анна Васильевна (ум. 1758) — супруга князя Николая Петровича Щербатова (ум. 1758);
- Марфа Васильевна (1724—1792) — супруга Петра Фёдоровича Балка (1712/1714—1762);